# Mas Cros (Parlavà)
Mas Cros és una obra de Parlavà (Baix Empordà) declarada Bé Cultural d'Interès Nacional.

## Descripció
Casal de planta rectangular i coberta a dues vessants. La façana principal, orientada a llevant, presenta com a elements més remarcables el portal d'accés d'arc de mig punt, i una finestra superior d'arc conopial decorada amb arabescs i les testes d'un cavaller i una dama esculpides a les impostes. Són també dignes d'esment les estances interiors.